# Dobromir (Constanța)
Dobromir es una comuna rumana del condado de Constanța.

## Geografía
La comuna está ubicada en la región de Dobruja septentrional.

## Historia
Hacia comienzos del siglo XX la comuna, que ya por entonces pertenecía al condado de Constanța, tenía contabilizada una población de 1025 habitantes y estaba formada por las localidades de Dobromirul-din-Vale (la capital) y Dobromirul-din-Deal.
En la segunda mitad del siglo XX la comuna había pasado a estar formada por las localidades de Dobromir, Cetatea, Dobromiru din Deal, Lespezi, Pădureni y Văleni. En el censo de 2021 la comuna tenía una población de 3317 habitantes.